# Russula albida
Russula albida es una especie de hongo basidiomiceto de la familia Russulaceae.

## Características
La forma del sombrero (píleo) es convexo aplanado, su color es blanquecino, el estipe es cilíndrico y de color blanquecino.

## Comestibilidad
- Es una seta comestible.